# Ministerium (Italien)
Ein Ministerium (italienisch Ministero) ist eine oberste Behörde innerhalb der Exekutive der Italienischen Republik. Im Rahmen der allgemeinen politischen Vorgaben des italienischen Ministerpräsidenten leitet jeder Minister sein Ressort in eigener Verantwortung. Italienische Ministerien untergliedern sich im Allgemeinen in eine zentrale und in eine periphere Organisation. In der Regel gehören zu ihrem Geschäftsbereich auch administrativ eigenständige Fachbehörden und andere Organisationen oder Gremien.

## Historische Entwicklung
Da die Einigung Italiens vom Haus Savoyen und dessen Königreich Sardinien-Piemont ausging und Sardinien-Piemont sich 1861 die alten italienischen Staaten eingliederte, dehnten die piemontesischen Ministerien in Turin ihre territoriale Zuständigkeit auf das neue Königreich Italien aus und wurden somit italienisch. Im Zug der Verlegung der Hauptstadt Italiens kamen sie 1865 nach Florenz und 1871 schließlich nach Rom. Weder die Einigung Italiens unter den Savoyern, noch die Ausrufung der Republik im Jahr 1946 führten zu einem historischen Bruch. Aus diesem Grund können etliche italienischen Ministerien, aber auch einige andere Institutionen des modernen italienischen Nationalstaates auf eine Geschichte zurückblicken, die zum Teil wesentlich älter ist als dieser selbst.
Bis zur Revolution von 1848 und der oktroyierten Verfassung Karl Alberts (Statuto Albertino) hießen die piemontesischen Ministerien noch Staatssekretariate, welche aus dem bis 1717 bestehenden Staatssekretariat und anderen Regierungsorganen der Herzöge von Savoyen hervorgegangen waren. In der ersten Hälfte des 19. Jahrhunderts waren diese kleinen Organisationen in ihrem Aufbau napoleonisch geprägt. Die Reformen, die der letzte piemontesische und erste italienische Ministerpräsident Camillo Benso von Cavour 1853 in der Ministerialverwaltung einleitete, prägten diese noch bis zur zweiten Jahrtausendwende. Sie wurden im Bereich der zentralen Organisation einheitlich in „Generaldirektionen“ (Abteilungen), „Divisionen“ (Referate) und „Sektionen“ (Sachgebiete) gegliedert, die periphere Organisation richtete sich mit den Außenstellen der Ministerien auf die Provinzebene aus. Mit den Reformen der 1880er Jahre ordnete man die Beamtenlaufbahnen neu und koppelte sie an verschiedene Schulabschlüsse. Um die Jahrhundertwende führte die Sozialpolitik und die Verstaatlichung oder der Ausbau verschiedener Dienstleistungsorganisationen (Eisenbahnen, Post) zu einem starken Ausbau der ehemals kleinen Ministerialverwaltung. Gleichzeitig nahm der Anteil der Bediensteten aus Süditalien stark zu.
Wegen der schnellen Regierungswechsel fiel den höchsten Ministerialbeamten bald eine unangemessene Machtstellung zu, sie garantierten aber auch eine gewisse Kontinuität bei der Durchführung ministerieller Aufgaben.
Nach dem Ersten Weltkrieg versuchte man unter dem Faschismus zunächst, die ausufernden Ministerialverwaltungen zu rationalisieren, verschiedene Ministerien zu fusionieren und einige öffentliche Dienste zu privatisieren oder in Körperschaften verschiedener Art auszulagern. Andererseits wurden 1928 die Laufbahnen der Ministerialbeamten nach dem Vorbild des Militärs reorganisiert sowie die Beamtenschaft schrittweise auf die Ziele der faschistischen Diktatur ausgerichtet. Ab 1938 mussten Ministerialbeamte Mitglied der faschistischen Partei sein und Uniform tragen. Auch nach der Absetzung Mussolinis und der Abschaffung der Monarchie hielt sich die faschistische Indoktrination noch lange in italienischen Ministerien.
Eine ab 1950 in Angriff genommene Reform der italienischen Ministerialbürokratie scheiterte weitgehend an internen Widerständen. Die Rationalisierungsmaßnahmen änderten an der einheitlichen, zentralisierten und hierarchisch ausgerichteten Ministerialorganisation wenig. Bezeichnend war die Neuordnung der Laufbahnen in der zivilen zentralen Ministerialverwaltung im Jahr 1957. Nachstehend eine Liste der ehemaligen italienischen Amtsbezeichnungen und ihrer deutschen Äquivalente:
| Italienische Amtsbezeichnung | Deutsche Amtsbezeichnung               |
| ---------------------------- | -------------------------------------- |
| Carriera direttiva           | Höherer Dienst                         |
| Direttore generale           | Ministerialdirektor                    |
| Ispettore generale           | Ministerialdirigent                    |
| Direttore di divisione       | Ministerialrat/Ltr. Regierungsdirektor |
| Direttore di sezione         | Regierungsdirektor                     |
| Consigliere di I classe      | Oberregierungsrat                      |
| Consigliere di II classe     | Regierungsrat                          |
| Consigliere di III classe    | Regierungsrat                          |
| Carriera di concetto         | Gehobener Dienst                       |
| Segretario capo              | Regierungsamtsrat                      |
| Segretario principale        | Regierungsamtmann                      |
| Primo segretario             | Regierungsoberinspektor                |
| Segretario                   | Regierungsoberinspektor                |
| Segretario aggiunto          | Regierungsinspektor                    |
| Vice segretario              | Regierungsinspektor                    |
| Carriera esecutiva           | Mittlerer Dienst                       |
| Archivista capo              | Regierungshauptsekretär                |
| Primo archivista             | Regierungsobersekretär                 |
| Archivista                   | Regierungssekretär                     |
| Applicato                    | Assistent (A5)                         |
| Applicato aggiunto           | Assistent (A5)                         |
| Carriera ausiliaria          | Einfacher Dienst                       |
| Commesso capo                | Amtsmeister                            |
| Commesso                     | Amtsmeister                            |
| Usciere capo                 | Hauptamtsgehilfe                       |
| Usciere                      | Oberamtsgehilfe                        |
| Inserviente                  | Amtsgehilfe                            |

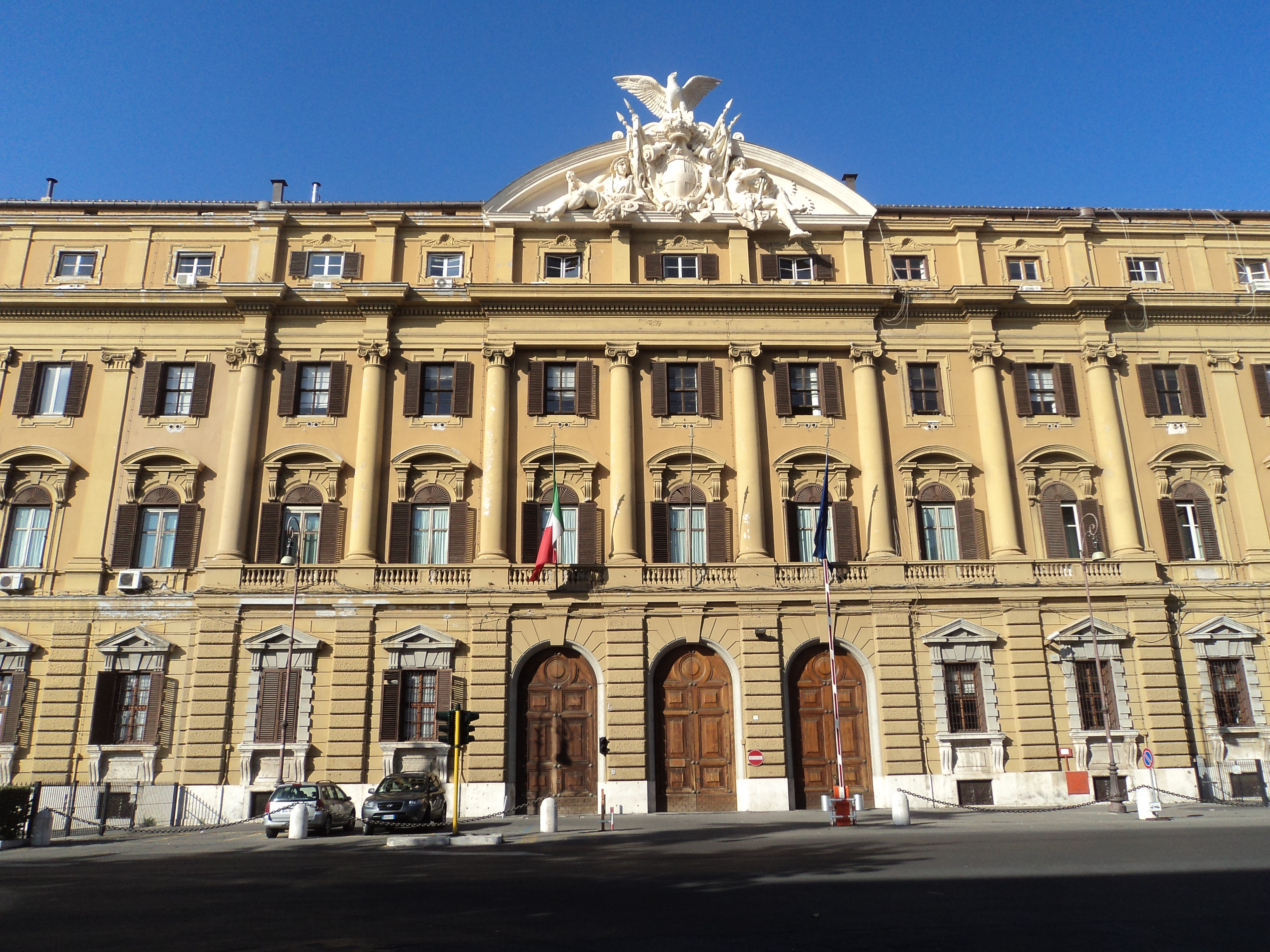
Der Palazzo delle Finanze, Sitz des Finanzministeriums

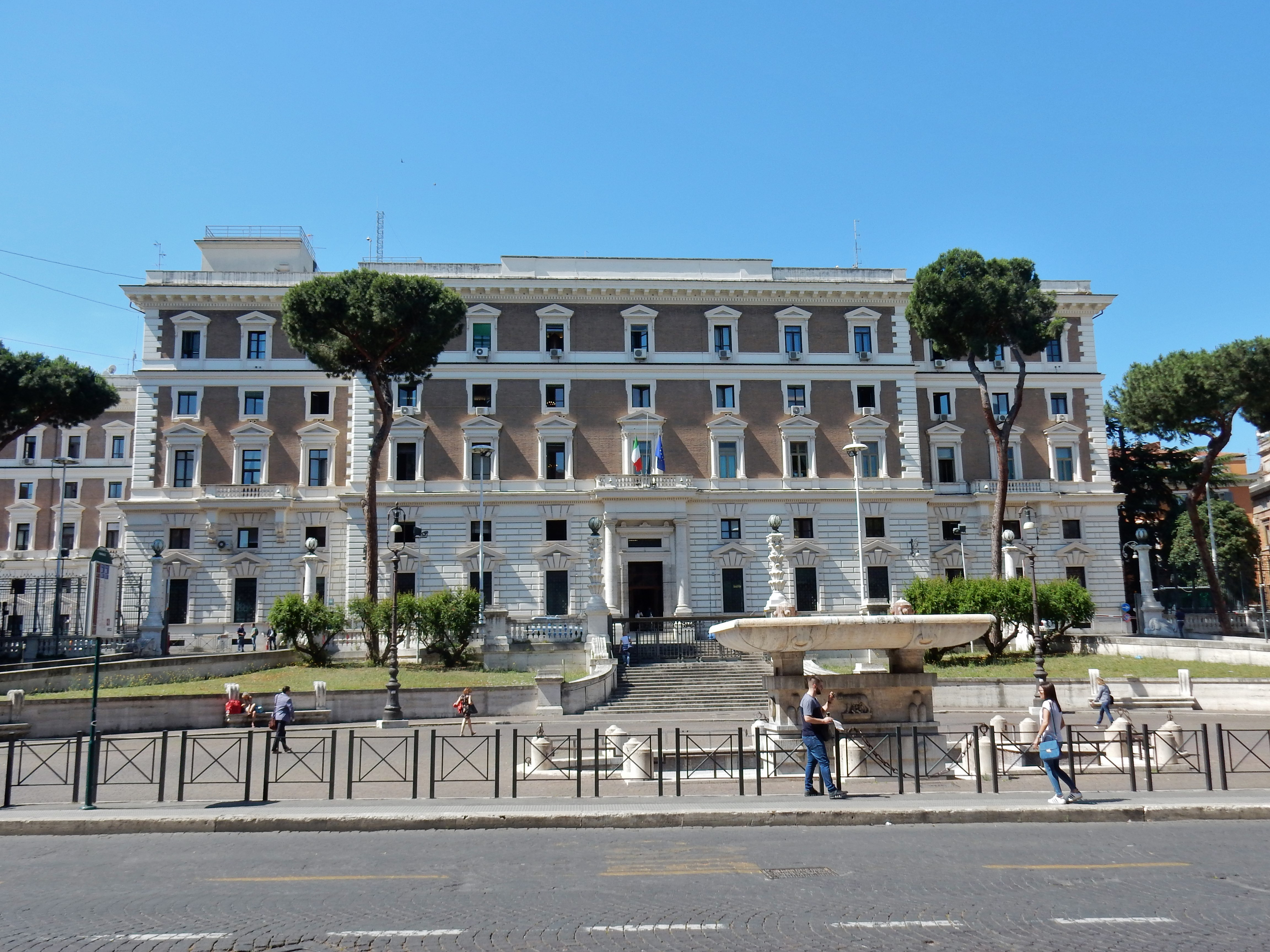
Palazzo del Viminale, Sitz des Innenministeriums

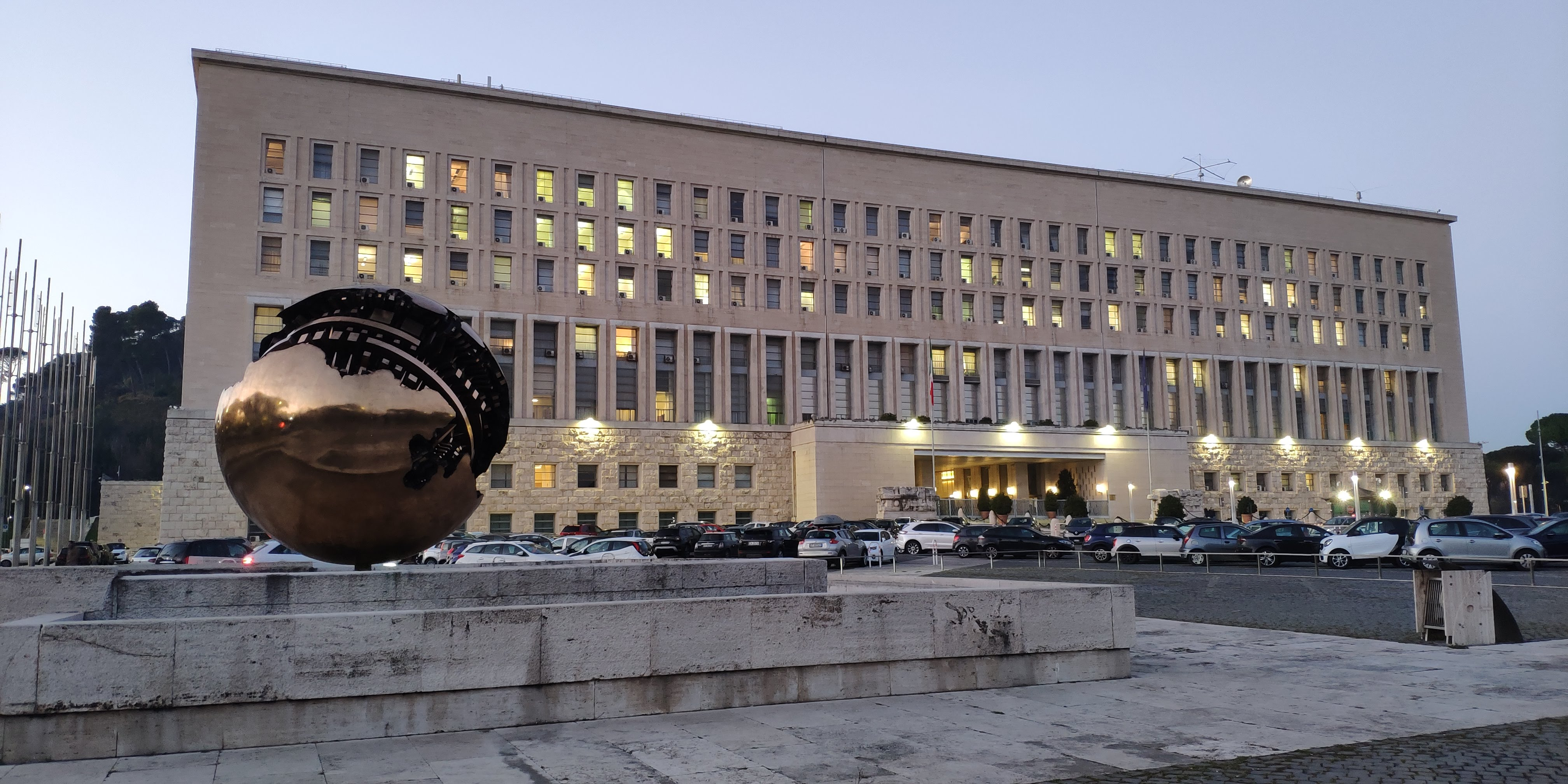
Palazzo della Farnesina, Sitz des Außenministeriums

Der lange angestrebte Ausbruch aus diesem starren Laufbahnsystem hatte ab 1980 Erfolg, als man zu Beschäftigungsverhältnissen privatrechtlicher Natur überging und alle Mitarbeiter bis zum Äquivalent eines Regierungsdirektors in acht einheitliche Funktions- und Vergütungsgruppen einreihte. Später führten die Ministerien eigene Tarifsysteme ein. Beim höheren Führungspersonal (dirigente generale, dirigente superiore, primo dirigente) gibt es außertarifliche individuelle Verträge. Ausnahmen gelten bis heute beim Militär, beim auswärtigen Dienst, bei der Polizei, in der Justiz und in der Präfektenlaufbahn.
Die seit den Zeiten Cavours bestehende traditionelle Organisationsstruktur der Ministerien wurde zunächst durch die Regionalisierung Italiens aufgebrochen. Etliche Kompetenzen gingen an die neuen regionalen Parlamente und Regierungen über, deren Ministerien man „Assessorate“ nannte. Die Provinzen napoleonischer Art verloren zusehends an Bedeutung als staatliche Verwaltungsbezirke, weswegen die Ministerien ihre Außenstellen zum Teil bald auf regionaler Ebene ansiedelten. Im zentralen Bereich kam es ebenfalls zu ersten Variationen bei der klassischen Unterteilung in „Generaldirektionen“ (Abteilungen), „Divisionen“ (Referate) und „Sektionen“ (Sachgebiete). Das Amt des Generalsekretärs, der als Leiter einer Ministerialverwaltung („Amtschef“) noch über den Generaldirektoren (Ministerialdirektoren) stand und als solcher nur im Außen- und im Verteidigungsministerium existierte, wurde auch in anderen Ministerien eingeführt. Im Innenministerium fasste man erstmals mehrere Abteilungen zu einer Hauptabteilung zusammen, welche die Bezeichnung Dipartimento della Pubblica Sicurezza oder „Hauptabteilung für öffentliche Sicherheit“ erhielt. Auch diese Organisationsform wurde später von anderen italienischen Ministerien übernommen. In gewisser Weise entspricht sie der Führung mehrerer Abteilungen durch einen beamteten Staatssekretär in deutschen Bundesministerien, wobei italienische Hauptabteilungsleiter oder Generalsekretäre hierarchisch zwischen dem deutschen Ministerialdirektor und dem Staatssekretär stehen. Staatssekretäre sind in Italien ausschließlich Politiker und gehören der politischen Führungsebene eines Ministeriums an, welche klar vom Verwaltungsapparat getrennt wird und diesem nur Zielvorgaben geben kann. In den nachgeordneten Bereichen zogen einige Ministerien zwischen den Abteilungen und Referaten auch eine Unterabteilungsebene ein (Reparto). Im weiteren Verlauf blieben im Bereich der Organisation und der entsprechenden Terminologie mit Ausnahme des Dipartimento und der Direzione Generale nur wenige Gemeinsamkeiten.
Anfang der 1990er Jahre zwang eine gravierende Finanzkrise die Regierungen Amato und Ciampi zu drastischen Rationalisierungsmaßnahmen in der Ministerialbürokratie. Die Minister Sabino Cassese und später Franco Bassanini setzten mehr Dezentralisierung und Bürgernähe, vereinfachte Verfahrensabläufe sowie mehr Effizienz und Produktivität durch. Viele Aufgaben wurden nach dem Prinzip der Subsidiarität an die Selbstverwaltungsorgane der Regionen, Provinzen und Gemeinden abgegeben oder neuen, nachgeordneten, administrativ selbständigen Fachbehörden („Agenturen“) anvertraut und den Ministerien oft nur noch Grundsatzangelegenheiten überlassen. Hinzu kam ein starker Privatisierungsprozess, der zusätzlich zur Verringerung der Ministerialverwaltungen beitrug. Diese Entschlackung erlaubte schließlich die Auflösung oder Fusion mehrerer Ministerien und deren interne Neuordnung.

## Semantische Unterschiede
Der Begriff „Staatssekretär“ (Segretario di Stato) hat in Italien eine andere Bedeutung als in Deutschland oder Österreich.
Die piemontesischen und dann italienischen Ministerien hießen bis 1848 Staatssekretariate. An ihrer Spitze stand jeweils ein „Erster Staatssekretär“ (Primo Segretario di Stato), hinzu kamen Staatssekretäre und Unterstaatssekretäre als Leiter nachgeordneter Organisationseinheiten innerhalb der kleinen Staatssekretariate.
Mit der Umbenennung in Ministerien wurden die genannten Amtsbezeichnungen neu zugeordnet. Die Minister waren zugleich „Erste Staatssekretäre“, später dann nur noch „Staatssekretäre“ (Ministro – Segretario di Stato), die „Vizeminister“ waren „Unterstaatssekretäre“.
Im weiteren Verlauf verzichtete man auf die Ergänzung „Staatssekretär“ (Minister) weitgehend, während sich der Begriff „Unterstaatssekretär“ (Sottosegretario di Stato) gegen die Bezeichnung „Vizeminister“ durchsetzte.
Aus diesem Grund ist bis heute der italienische Begriff Segretario di Stato ein (wenig gebräuchliches) Synonym für Minister (mit eigenem Geschäftsbereich). Das Äquivalent eines deutschen oder österreichischen Staatssekretärs ist daher in Italien ein „Unterstaatssekretär“. Letzterer wird in deutschsprachigen Medien aus offensichtlichen Verständnisgründen in aller Regel als „Staatssekretär“ bezeichnet.
Im Zug der Reform der italienischen Ministerialbürokratie wurde im Jahr 2001 der alte Begriff „Vizeminister“ reaktiviert. Bis zu zehn Unterstaatssekretäre (Sottosegretario di Stato) dürfen den Titel Vizeminister führen, wenn sie in Ministerien die unmittelbare politische Verantwortung für eine oder mehrere (Haupt-)Abteilungen übernehmen und damit den jeweiligen Minister in besonderer Weise entlasten.

## Liste der Ministerien

### Derzeitige Ministerien
| Ressort                     | Name                                                       | Errichtung | Anmerkungen                                                                         |
| --------------------------- | ---------------------------------------------------------- | ---------- | ----------------------------------------------------------------------------------- |
| Äußeres                     | Ministero degli Affari Esteri                              | 1717       | Steht in direkter Nachfolge des Staatssekretariates der Savoyer                     |
| Inneres                     | Ministero dell’Interno                                     | 1717       | Steht in direkter Nachfolge des Staatssekretariates der Savoyer                     |
| Justiz                      | Ministero della Giustizia                                  | 1848       | Aus dem Amt des Großkanzlers von Savoyen entstanden                                 |
| Verteidigung                | Ministero della Difesa                                     | 1947       | Aus Kriegs-, Marine- und Luftfahrtministerium entstanden                            |
| Finanzen                    | Ministero dell'Economia e delle Finanze                    | 2001       | Fusion von Finanz-, Haushalts-, Schatzministerium                                   |
| Industrie                   | Ministero dello Sviluppo Economico                         | 1916       | Etliche Veränderungen im Lauf der Zeit                                              |
| Infrastruktur               | Ministero delle Infrastrutture e dei Trasporti             | 2001       | Durch Fusion der Ministerien für öffentliche Arbeiten und Verkehr entstanden        |
| Landwirtschaft              | Ministero delle Politiche Agricole, Alimentari e Forestali | 1848       | Etliche Veränderungen im Lauf der Zeit                                              |
| Umwelt                      | Ministero per la transizione ecologica                     | 1986       | Aus Kulturministerium entstanden                                                    |
| Arbeit                      | Ministero del Lavoro e delle Politiche Sociali             | 1920       | Etliche Veränderungen im Lauf der Zeit                                              |
| Unterricht                  | Ministero dell’Istruzione                                  | 1847       | Universitäten und Forschung mehrmals aus- und eingegliedert                         |
| Universitäten und Forschung | Ministero dell’Università e della Ricerca                  | 2019       | Mehrmals von Unterrichtsministerium abgespalten und reintegriert                    |
| Kultur                      | Ministero della Cultura                                    | 1975       | Aus Bildungsministerium ausgegliedert, zeitweise auch Sport und Tourismus           |
| Gesundheit                  | Ministero della Salute                                     | 1958       | Mehrmals mit Arbeits- und Sozialministerium fusioniert                              |
| Tourismus                   | Ministero del Turismo                                      | 2021       | Aus dem Ministerium für Kulturgüter, kulturelle Aktivitäten und Tourismus ausgelöst |

Italienischen Regierungen gehören in der Regel einige Minister ohne Geschäftsbereich an, denen besondere Aufgaben zugewiesen werden. Dabei handelt es sich in der Regel um die Europapolitik, um regionale Angelegenheiten oder um dringliche Reformen. Diese Minister führen, wie es der Name sagt, kein eigenes Ministerium. Beim Ministerratspräsidium, dem mit einem Ministerium vergleichbaren Amt des Ministerpräsidenten, werden für die Minister ohne Geschäftsbereich Büros oder Abteilungen eingerichtet.

### Ehemalige Ministerien
Nachstehende Liste ist nicht vollständig. Verschiedene Namensänderungen und kleinere organische Veränderungen werden nicht immer berücksichtigt.
| Ressort                     | Name                                                            | Zeit      | Veränderungen |
| --------------------------- | --------------------------------------------------------------- | --------- | --- |
| Luftfahrt                   | Ministero dell’Aeronautica                                      | 1925–1947 | Im Verteidigungsministerium aufgegangen                                                                          |
| Ernährung                   | Ministero degli Approvvigionamenti e Consumi Alimentari         | 1918–1919 | Kriegsbedingt entstanden                                                                                         |
| Rüstung                     | Ministero delle Armi e Munizioni                                | 1917–1918 | Kriegsbedingt entstanden                                                                                         |
| Militärisches Sozialwesen   | Ministero dell’Assistenza Militare e Pensioni di Guerra         | 1917–1919 | Kriegsbedingt entstanden                                                                                         |
| Haushalt                    | Ministero del Bilancio                                          | 1947–1996 | Erst Schatzministerium zugeschlagen, dann im Wirtschafts- und Finanzministerium aufgegangen                      |
| Kolonialministerium         | Ministero delle Colonie                                         | 1912–1953 | Ab 1937 Ministero dell’Africa Italiana                                                                           |
| Außenhandel                 | Ministero del Commercio con l’Estero (Commercio Internazionale) | 1947–2008 | Im „Ministerium für wirtschaftliche Entwicklung“ (Industrieministerium) aufgegangen                              |
| Zivilschutz                 | Ministero per il Coordinamento della Protezione Civile          | 1982–1992 | Im Ministerratspräsidium aufgegangen                                                                             |
| Volkskultur                 | Ministero della Cultura Popolare                                | 1935–1945 | Zuletzt in der Italienischen Sozialrepublik                                                                      |
| „Nationale Wirtschaft“      | Ministero dell’Economia Nazionale                               | 1922–1943 | Ab 1929 „Korporationenministerium“, ab 1943 „Industrie, Handel und Arbeit“                                       |
| Finanzen                    | Ministero delle Finanze                                         | 1817–2001 | Im Wirtschafts- und Finanzministerium aufgegangen                                                                |
| Krieg                       | Ministero della Guerra                                          | 1717–1947 | Im Verteidigungsministerium aufgegangen                                                                          |
| Öffentliche Arbeiten        | Ministero dei lavori Pubblici                                   | 1848–2001 | Im Ministerium für Infrastruktur und Verkehr aufgegangen                                                         |
| Marine                      | Ministero della Marina                                          | 1850–1947 | Im Verteidigungsministerium aufgegangen                                                                          |
| Handelsmarine               | Ministero della Marina Mercantile                               | 1946–1993 | Im Verkehrsministerium aufgegangen                                                                               |
| Staatsbeteiligungen         | Ministero delle Partecipazioni Statali                          | 1956–1993 | Im Schatzministerium aufgegangen, dann ab 2001 Wirtschaft- und Finanzen                                          |
| Post                        | Ministero delle Poste e Telegrafi (Poste e Telecomunicazioni)   | 1889–2008 | Von 1924 bis 1944 und ab 1997 Ministero delle Comunicazioni, 2008 an Ministerium für wirtschaftliche Entwicklung |
| Kriegswirtschaft            | Ministero della Produzione Bellica                              | 1943–1944 | Kriegsbedingt entstanden                                                                                         |
| Schatzministerium           | Ministero del Tesoro                                            | 1877–2001 | Von 1922 bis 1944 und ab 2001 zum Finanzministerium                                                              |
| Verkehr                     | Ministero dei Trasporti (Traporti Marittimi e Ferroviari)       | 1916–2001 | Im Ministerium für Infrastruktur und Verkehr aufgegangen                                                         |
| Tourismus                   | Ministero del Turismo e dello Spettacolo                        | 1959–1993 | Im Kulturministerium und im Ministerratspräsidium aufgegangen                                                    |
| Universitäten und Forschung | Ministero dell’Università e della Ricerca                       | 1988–2001 | Im Ministerium für Unterricht, Universitäten und Forschung aufgegangen                                           |